# Питель
Питель (латыш. Peiteļa ezers) — озеро на российско-латвийской границе.
Восточная часть водоёма относится к Пограничной волости Красногородского района Псковской области России, западная часть — к Циблскому краю Латвии.
Площадь — 3,8 км² (380,0 га), в том числе России принадлежат 2,0 км² (53 %), Латвии — 1,8 км² (47 %). Максимальная глубина — 4,5 м, средняя глубина — 1,5 м. Площадь водосборного бассейна — 36,7 км².
Сточное . Относится к бассейну реки Синяя (Зилупе), притока реки Великая.
Тип озера лещево-плотвичный. Массовые виды рыб: лещ, щука, плотва, окунь, ерш, карась, красноперка, густера, линь, вьюн, щиповка.
Окружено болотом, за исключением восточного берега. Для озера характерны: илисто-песчаное дно, в литорали — песок, ил.